# هرميريكوس
هرميريكوس (توفى 441) هو أول ملك جليقية من السويبيون ربما استلم العرش من 406 إلى 419 حتى تنازله في عام 438، وكان وثنيا وحليف إمبراطورية الرومانية طوال حياته، وخلفه أبنه ريشيلا.
قاد هرميريكوس السويبيون في عبور نهر الراين المجمد جنباً إلى جنب مع الوندال والألانيين في ديسمبر 406. عبروا بلاد الغال وجبال البرانس ، واستقر في هيسبانيا.
تحالف هرميريكوس مع إمبراطور روماني هونوريوس في معاهدة باعتراف بمملكة السويبيون في غالايسيا  واتخذ من مدينة براكارا أوغستا وهي براغا (حالياً في البرتغال).

## وصلات خارجية
- Thompson, E. A. Romans and Barbarians: The Decline of the Western Empire. Madison: University of Wisconsin Press, 1982. ISBN 0-299-08700-X.
- Kulikowski, Michael. "The Career of the 'Comes Hispaniarum' Asterius." Phoenix, Vol. 54, No. 1/2. (Spring–Summer, 2000), pp. 123–141.